# Whatever (Alain Clark)
Whatever is een nummer van de Nederlandse zanger Alain Clark uit 2014. Het is de vierde single van zijn vijfde studioalbum Walk with Me.
"Whatever" werd een bescheiden (radio)hitje in Nederland. Het haalde de 17e positie in de Tipparade.